# Кривня (област Русе)
 Тази статия е за селото в Разградско.  За селото в Провадийско вижте Кривня (Област Варна).  
Крѝвня е село в Северна България. То се намира в община Ветово, област Русе.

## География
Село Кривня е живописно разположено в долината на река Бели лом, в западната част на Лудогорието което се намира в Дунавската хълмиста равнина. Селото е опасано от каньоновидни скални образувания, между които криволичи реката. Тя разделя селото на две части. В миналото е правила голям завой, образувайки нещо като полуостров. През 1959 г. е направена изкуствена корекция на речното корито, като с помощта на взривове един от скалните масиви е „прорязан“. Днес това място е известно като „Просеката“. 
- Скални образувания около Кривня и местността „Просяката“

Надморската височина на района варира между 100 и 200 метра. Релефът, с изключение на скалистите образования около реката, е благоприятен за земеделие. Климатът е умерено-континентален с горещо лято и студена зима.
Селото се намира на 3 км от жп линията Русе-Варна, с жп спирка и прелез по нея, между градовете Ветово и Сеново, област Русе.

## История
Животът в село Кривня никога не е спирал през вековете. За това свидетелстват множеството запазени останки от древни селища и откритите керамични съдове и други археологически находки.
В околностите на селото се намира крепостта „Синград“, запазени са част от основите на крепостните стени, открити са керамични съдове от римско и византийско време, има и следи от антично селище със светилище на Херос. От времето на българското средновековие датират скалните църкви и манастири в местностите „Чекърца“ и „Чеснова канара“. Сред костните останки от IX – X в. от палеоорнитолога проф. Златозар Боев са установени най-малко 7 вида птици, обект на лова и птицевъдството – изчезналият вече див колхидски фазан (Phasianus colchicus colchicus), зеленоглава патица (Anas platyrhynchos), голяма белочела гъска (Anser albifrons), розов пеликан (Pelecanus onocrotalus) и ням лебед (Cygnus olor). Птицевъдството по това време включвало отглеждането на домашните кокошка, патица и гъска. 
В църквата към скалния манастир в местността „Шанлък канара“ при град Сеново има надпис: „Пише поп Пея от Кривину“. В килиите на някогашната манастирска обител в Чакърската канара в околностите на село Кривня има надпис: „Писа поп Пея“. Специалистите установяват, че двата надписа са писани от една ръка. Датирани са от втората половина на XIV век.
Кривина е старото име на с. Кривня наречено така заради кривините, които прави Бели Лом. Днес това име има друго русенско село. В документи от 16 и 17 век селото се среща с имената Киривина и Кирвине.
През 1876 г. Таню войвода преминава през тези земи с четата си. По тези места в края на 19 век е преминал и чешкият археолог и изследовател Карел Шкорпил (1859 – 1944) – един от основоположниците на българската археологическа наука. Той е направил подробно описание на старините разположени по Поломието включително и тези намиращи се в околностите на село Кривня.

## Културни и природни забележителности

### Крепост „Син град“
Разположена е на 5 км запад-северозапад от село Кривня. До крепостта се стига по черен път и пътека. Местността е проучена археологически. Открити са останки от старо селище и керамика от римско и византийско време. В ниската част на крепостта Син град има основи на ранно християнски църкви. Под стената има издълбан ров, а от крепостната стена са запазени няколко реда големи дялани камъни. Предполага се, че са от римско време.

### Скални манастири
Намират се в околностите на село Кривня в местностите „Чекърца“ (църква с 5 килии) и „Чеснова канара“. В местността „Калето“ има останки от антично селище от 4 век със светилище на Херос.

### Пещери
Пещера „Кулина дупка“ („Божкова дупка“)
Пещерата е на 1200 м източно от с. Кривня в средата на скалния венец между него и град Сеново. Образувана е в долкокредни варовици (хотрив-апт). Кулина дупка (Божкова дупка, Кумница) е най-дългата пещера в Лудогорието и на четвърто място по дължина в Област Русе. Общата дължина е 326 м. Тя е разклонена, хоризонтална и суха. Разделена е на две части. В първата по пода на галерията има нападали каменни блокове. След 36 метра галерията се стеснява и през теснина се влиза във втората част на пещерата. Тя е от няколко зали с височина 7 – 8 метра, които имат малки разклонения. Всички разклонения завършват с непроходими стеснения. Пещерата е бедна на вторични образувания. На много места има голямо количество прилепно гуано (до 120 см дебелина).
Първите свидетелства за посещение на пещерата са от 1924 г., когато туристи проникват в нея и с пушека на свещи правят надпис „Делиорман“. Първото известно проучване е осъществено на 7 май 1961 г. от С. Терзиев, Н. Станчев и Р. Димитров от пещерния клуб при туристическо дружество „Буйна гора“ – Разград. Пещерата е детайлно картирана през 1976 г. от С. Иванов, М. Кръстев и Д. Ненов, пещерняци от същия клуб. По време на пещерната експедиция „Лудогорие 77 – 78“ П. Трантеев, З. Илиев и И. Рашков извършва корекция на съществуващата карта. Има легенда, че е била обитавана от Божко войвода, откъдето е и едно от имената ѝ. В началните части са намерени керамични съдове.
Фауна: съобщени са 4 вида паяци.
Пещера „Мустафа Челеби канара“
Намира се в околностите на село Кривня в местността „Мустафа Челеби канара“. Пещерата е диаклазна, едноетажна, с обща дължина: 215 метра. Надморска височина: 190 метра. Картирана през 1976 година. Състои се от 15 ниши и пещери.

### Резерват „Бели Лом“
Резервата „Бели Лом“ е обявен през 1980 г. Той обхваща 7730 дка в поречието на р. Бели Лом западно от Кривня. Включва гористите местности Алибалийца, Кортелов гроб, Ортабурун, Горянска падина, Киселците и Дъбова гора, в които преобладават дъбови и липови дървета.
В резервата са установени дива котка (Felis silvestris), горски сънливец (Driomys nitedula), лалугер (Spermophilus citellus), благороден елен (Cervus elapus), ръждив ангъч (Tadorna ferruginea), египетски лешояд (Neophron percnopterus), голям ястреб (Accipiter gentilis), бухал (Bubo bubo), осояд (Pernis apivorus), късокрак гущер (Ablephaurus kitraibelli) и мн. др. 

### Други забележителности
Интересни за посещение са местностите Караджовица, Юрта, Каванлък, Алибалийца (Кайнака). В местността Алибалийца има малка хижа (към 1989 г.), до която се стига по черен път. Хижата е разположена в началото на гъста широколистна гора, която е част от резервата „Бели Лом“.

Недалеч е местността Ново село, където в землянки са намерили спасение жителите на село Торлак (Цар Калоян) от преследващите ги османлии. До хижата има и извор, от който извира леденостудена вода.
От хижата има маркировка към град Цар Калоян (към 1989 г.).
В центъра на селото се извисява стар войнишки паметник издигнат в памет на жителите на селото загинали през балканските войни и Първата световна война.
Наоколо са разположени публичните сгради. Сред тях са кметството, православната църква и читалището. В едно от помещенията на читалището е поместена музейна сбирка (към 1989 г.).
Могат да се видят много съдове, сечива и други предмети от бита, монети от тракийско, римско, византийско и българско време, надгробни надписи, оръжия, върхове на стрели, копия, боздугани, брадви и др. датиращи от най-дълбока древност до началото на 20 век.
Отсреща над селото разположена на високата хълмиста част се намира телевизионна ретранслаторна кула.

## Редовни събития
В близкото минало на 1 и 2 май всяка година редовно се е провеждал сбор. Той се е разполагал на центъра на селото. Имало е много сергии, стрелбища, люлки, а вечер се е извивало кръшно хоро. Много хора от съседните села са идвали в Кривня по време на сбора. Сега това приятно събитие вече не се провежда, но споменът от него е останал в душите на хората които са били там.

## Личности
- Минчо Тодоров – национален състезател по спортна гимнастика, двукратен участник в олимпийски игри, заслужил майстор на спорта; ръководител на катедра във ВИФ, заслужил деятел на физкултурата